# Stenital Mosciaro
La Stènital Mòsciaro (contrazione di Stenografia Italiana Mòsciaro) è un sistema stenografico inventato nella prima metà del XX secolo da Abramo Mòsciaro (San Benedetto Ullano, CS, 1901-1979) e riconosciuto dallo Stato nel 1955. In ordine di tempo, la Stènital fu il quarto e ultimo sistema a ottenere tale riconoscimento, indispensabile per l’ammissione all’insegnamento nelle scuole pubbliche italiane, dopo il sistema del tedesco Franz Xaver Gabelsberger (adattato all’italiano dal boemo Enrico Carlo Noë), la Stenografia Nazionale di Erminio Meschini e la Stenografia Corsiva Italiana di Giovanni Vincenzo Cima. 

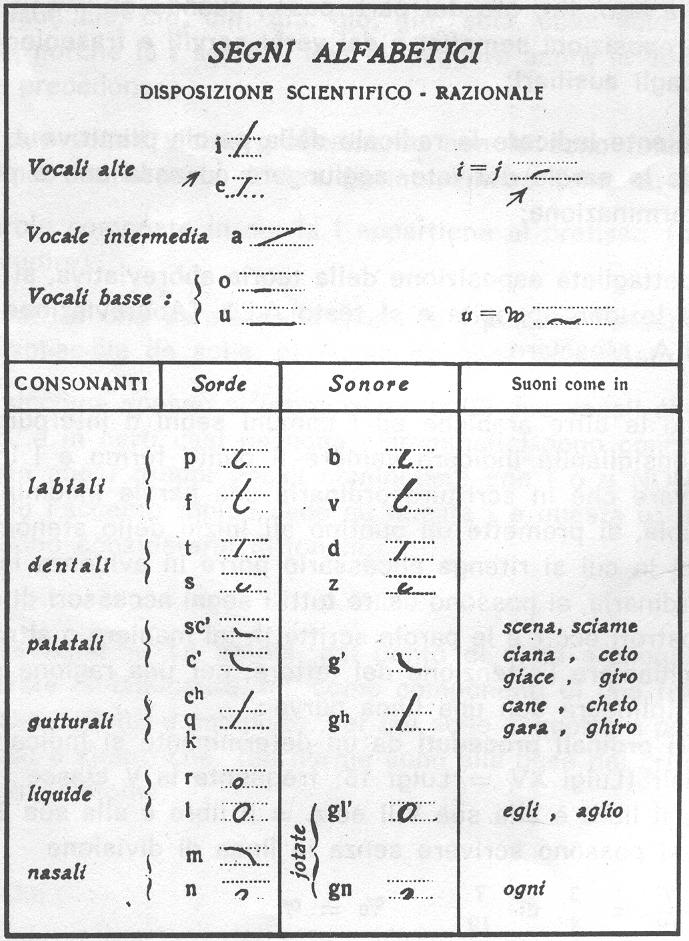
Alfabeto Stènital

## Storia
Abramo Mòsciaro fu appassionato conoscitore di scritture veloci e stenografo gabelsbergeriano professionista; con tale qualifica lavorò presso varie istituzioni, prima di dedicarsi a elaborare il sistema che da lui prenderà il nome. Il compito non era facile: nel panorama didattico italiano, già dominato da ben tre sistemi ufficiali, parecchi sistemi sperimentali lottavano per ottenere il nulla osta governativo.
In Lineamenti di Storia della Stenografia (Torino, 1940), Giuseppe Aliprandi cita Mòsciaro fra quanti pubblicarono nuovi progetti grafici nel 1934, ma è probabile si tratti di un sistema precedente, la S.I.M. — Superstenografia Italiana Mòsciaro, poi abbandonato in favore della Stènital. Dopo oltre vent'anni d'esperimenti, perfezionamenti, applicazione a lingue straniere e trafila burocratica, una commissione ministeriale giudicò la versione definitiva degna della sanzione ufficiale, conferendo alla Società Stenografica Mòsciaro l'autorizzazione a formare docenti di stenografia.

## Presupposti teorici
Abramo Mòsciaro condivideva la posizione dello stenografo francese Prévost, secondo cui «tanto vale l'uomo, tanto vale la stenografia»: più che il metodo in sé, contano le doti intellettive e fisiche dell'allievo, la motivazione e la quantità/qualità dello sforzo profuso nell'esercizio. Tanti insuccessi, pertanto, deriverebbero dall'eccessiva difficoltà della teoria: troppe regole, troppe eccezioni (ciascuna delle quali, in sé, è un'altra regola da «digerire»), troppe sigle e abbreviazioni fisse di cui tener conto. Per esser efficace, il sistema dev'esser alla portata di quanti più allievi possibile.
Le doti fondamentali di una buona stenografia sono dunque:
- massima semplicità, chiarezza e regolarità della teoria;
- massima razionalità e flessibilità, alla base della tecnica abbreviativa.

## Morfologia

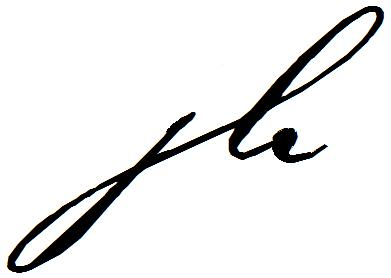
"speciale" in GAB-NOË

Mòsciaro fissò una sola regola, elementare e senza eccezioni: dove termina il segno precedente, comincia quello successivo. Nel Gabelsberger e in altri sistemi, invece, l'unione diretta talvolta non è possibile: qui, entrano in gioco i «filetti», senza valore fonetico e di lunghezza variabile. Per esempio, la parola speciale si scrive spcⁱal: visto che il segno sp è una legatura e la vocale /a/ in al non è scritta, bensì simbolizzata dal rafforzamento della consonante, vi saranno in tutto solo tre segni, da collegare con due filetti. 
La Stènital non abolisce i «filetti», ma li reinterpreta come stenogrammi obbligatori per le vocali. Sulla scorta di quanto aveva fatto Meschini, Mòsciaro fissò segni discendenti per le consonanti; ascendenti od orizzontali, per vocali e approssimanti (che chiama «semivocali»: /j, w/). Così, alternando naturalmente consonanti e vocali, la scrittura stenitaliana non devia troppo dal rigo di base (ciò aumenterebbe lo stacco tra una parola e l'altra).

## Vocali
Vi sono cinque segni per le vocali: ascendenti i, e, a; orizzontali o, u. Si noti che e, o non distinguono il fonema chiuso /e, o/ da quello aperto /ɛ, ɔ/, ma esistono forme distinte per le voci verbali è, ha, ho (arrotondando lo stenogramma della vocale semplice, sempre rettilineo). Nel trattare dittonghi e trittonghi, Mòsciaro chiama «dittongo» la sequenza approssimante+vocale, ovvero /ja, je, jo, ju/ e /wa, we, wi, wo/; perciò, la combinazione /jwo/ - come in «aiuola» - diventa un trittongo. 
Tutte le altre combinazioni sono classificate «iati», anche quando sono i veri e propri dittonghi: ae, ai, ao, au, ea, ei, eo, eu ecc. In italiano, c'è iato solo quando due o più vocali non appartengono alla stessa sillaba, es. faina /faˈina/, faraone /faraˈone/, Esaù /ezaˈu/.
In ogni modo, l'inesattezza teorica non influisce sulla coerenza grafica stenitaliana: le sillabe comincianti per /j, w/ si formano coi rispettivi segni seguiti dalla vocale semplice; le unioni ja, je, jo, ju, inoltre, si fondono in un solo tratto di cicloide. Dittonghi e iati, invece, consistendo di sole vocali, si ottengono scrivendo di séguito i rispettivi stenogrammi, curvando leggermente il secondo, per evitare angoli ottusi.

## Scelta di campo: geometrismo VS corsivismo
In base a una classificazione invalsa nell'uso, le celeri scritture si dividono in puramente geometriche (es. Taylor e Pitman), puramente corsive (es. Gabelsberger e, in generale, i sistemi tedeschi) e miste geometrico-corsive (es. il Gregg, diffuso in America e, adattato, persino in Cina).
L'indirizzo misto parte da caratteri in sé geometrici, uniti però in un andamento scorrevole, tendente a quello della scrittura ordinaria. A parte il Gabelsberger-Noë, i sistemi ufficiali italiani sono tutti considerati misti. Questa sentenza, però, non è condivisa da chi pratica il sistema Cima, che si è sempre chiamato Stenografia Corsiva Italiana. È bene analizzare a fondo quest'obiezione, per inquadrare meglio anche la Stènital e le critiche cui fu sottoposta.
L'avvento del corsivismo tedesco, alla fine dell'Ottocento, compromise il monopolio del geometrismo inglese, da cui derivavano parecchi sistemi nazionali europei. Le avvisaglie del cambiamento, in ambito italiano, si fecero sentire persino prima che la versione Delpino del Taylor-Amanti (sistema geometrico puro) divenisse sistema unico, nel neonato Parlamento Italiano. Antonio Magnaron, infatti, aveva già pubblicato, a Trieste, un metodo «post-tayloriano», con numerosi espedienti a favore della scorrevolezza e della sintesi grafica. Quasi in contemporanea, e ancora a Trieste, il letterato Giusto Grion elaborò una stenografia esplicitamente corsiva, simbolico apripista alla riduzione italiana del Gabelsberger, qualche anno dopo.

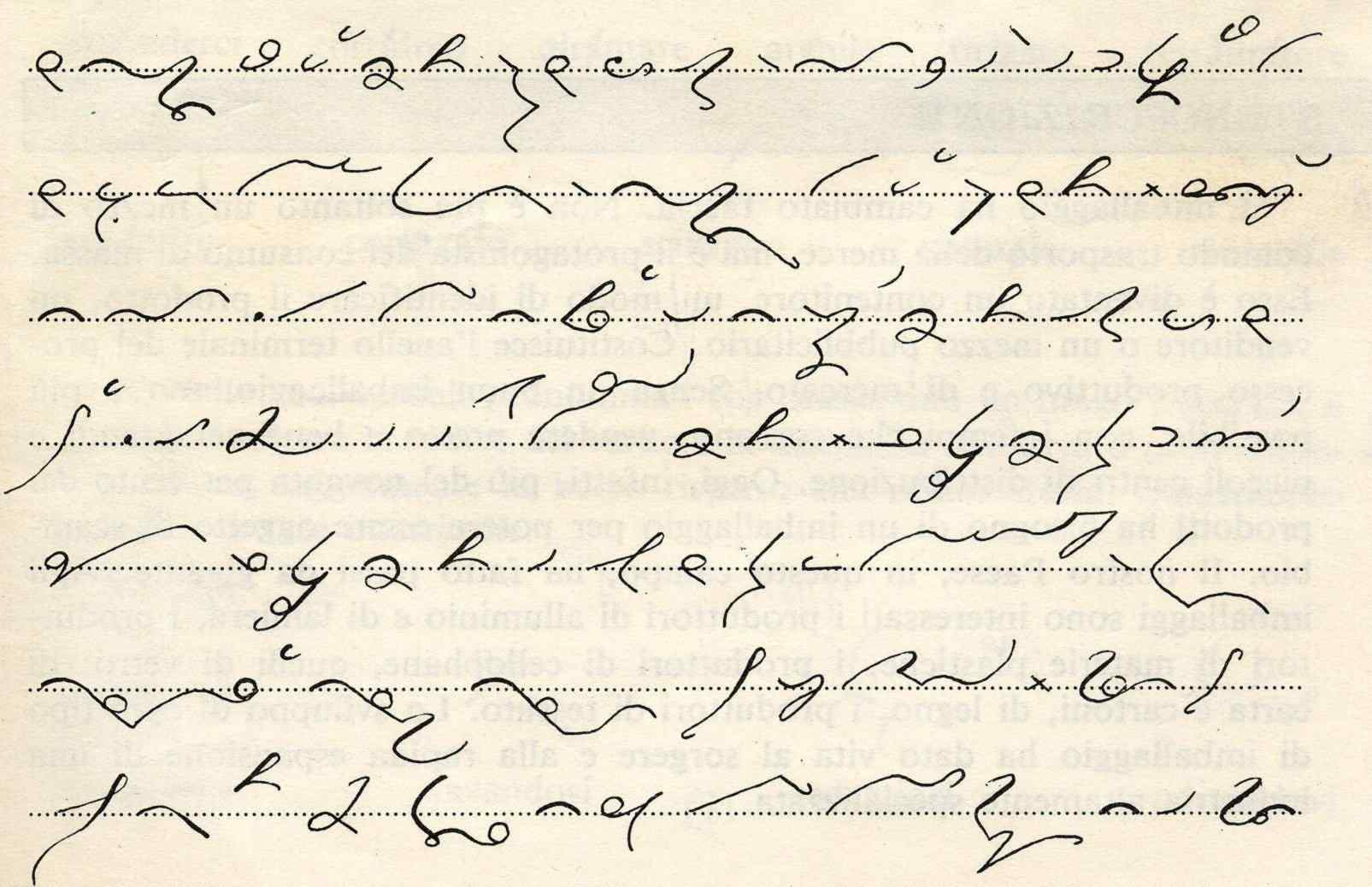
Scrittura cimana

Il successo del Gabelsberger (nella versione italiana elaborata dal boemo Noë) fu eclatante: prima nella scuola, poi nel giornalismo e, infine, anche in ambito parlamentare, il metodo soppiantò il Taylor-Delpino e il Pitman-Francini. Nel 1928, con l'avallo di Mussolini, divenne sistema unico di Stato. Poco dopo, però, anche il sistema di Erminio Meschini fu riconosciuto a livello ufficiale, dimostrando come una stenografia relativamente «semplice» potesse servire ai bisogni dell'oratoria, senza ricorrere all'aristocratico Gabelsberger-Noë. Non scomparve però del tutto la marca d'inferiorità associata all'epiteto «stenografia mista», quasi che la componente geometrica, in quanto non-corsiva, implicasse i difetti tipici dei vecchi sistemi geometrici ottocenteschi.
Giovanni Vincenzo Cima dovette penare, prima che il suo sistema misto fosse accettato dallo Stato. Non stupisce, quindi, il desiderio di nobilitare la scrittura cimana, attribuendole un'identità corsiva pura che non possiede.

## Alcuni rilievi
Se i flessuosi stenogrammi cimani suggeriscono una forte propensione al corsivismo, lo stesso non può dirsi della Stènital, che al contrario richiama spesso la sobrietà –un po' statica– del Taylor. Non si possono non segnalare alcune unioni particolarmente scomode, causate dall'orientamento orizzontale di o, u (→) e da quello «digradante» di cⁱ /ʧ/, gⁱ /ʤ/ ( ⤷ ) e m (⤵). In tutti i sistemi professionali, si cerca di evitare i tratti rettilinei orizzontali, specie se molto lunghi, perché la mano dell'Uomo, per sua natura, preferisce invece i tratti curvi «avanzanti» (⌒ ⌢⎛ ), e i diagonali «ritornanti» (↙). In Gabelsberger-Noë, per esempio, si usa un tratto lungo orizzontale (corrispondente a u Stènital) solo per lo stenogramma ee, valido per è (voce del verbo essere) o per la doppia vocale, come in idee: importante, quindi, ma non frequentissimo.
Quanto all'andamento «digradante» di cⁱ, gⁱ, esso è usato sobriamente negli altri sistemi, ma quasi solo in forma rettilinea (↘) e con stenogrammi piccoli. In Gabelsberger-Noë, un segmento retto con questo orientamento si usa per r (frequentissimo, ma alto appena mezzo spazio medio) e per rr (alto uno spazio medio, ma molto meno frequente). Nel sistema Cima, la medesima coppia di stenogrammi rappresenta, rispettivamente a, ar; rafforzando il segno, si hanno ra, rar. Senza dubbio, lo stenogramma più impegnativo (lungo e rafforzato) è anche molto poco «ergonomico», però rappresenta sinteticamente ben tre fonemi: /rar/. Sempre nel sistema Cima, esiste uno stenogramma molto simile a cⁱ Stènital, ma per rappresentare le utili sequenze com, con (es. compito, conto): ancora una volta, tre fonemi con un solo movimento, laddove la Stènital ricorre invece a dispendiosissime sequenze di segni-base.
Stenografando in italiano, si ricorre spesso a cⁱ, gⁱ, qualunque sia il sistema adottato; avere scelto stenogrammi così problematici è uno dei maggiori limiti grafici della Stènital, ma l'inventore ci è stato praticamente costretto, affinché le altre consonanti possano preceder agevolmente i cerchietti di l, r (stante il fatto che, in italiano, /ʧl, ʤl; ʧr, ʤr/ non ricorrono). Per completezza, si noti che anche scⁱ /ʃ/ è «digradante», ma –essendo un segno piccolo– crea meno problemi. Mòsciaro avrebbe potuto usare stenogrammi retti, ma ciò avrebbe poi generato angoli ottusi con le vocali (altro fenomeno rallentante). Comunque, questi stenogrammi retti rimangono a disposizione, per rappresentare [θ, ð], come in inglese thought e though; ridotti a mezzo spazio medio, si ottengono altri due stenogrammi «alloglotti»: quello non rafforzato esprime [h], quello rafforzato invece corrisponde all’ach-Laut tedesco, cioè [x, χ].
La m Stènital è, forse, lo stenogramma meno riuscito dell'intero sistema; ancora una volta, l'inventore ha dovuto far i conti con un repertorio grafico estremamente ridotto e con la necessità di garantire unioni scorrevoli fra gli altri segni. Così, ecco un tratto di cicloide alto uno spazio medio, (⤵), non semplice da realizzare correttamente alle alte velocità, specie quando forma le sequenze camp/-b, comp/-b.
Analoghe perplessità derivano dall'abbondante impiego di cerchietti grandi, per l, glⁱ /ʎ/, e ancora più grandi, per rl, rglⁱ, i quali rallentano non poco il tracciamento. D'altro canto, ciò permette di distinguer agevolmente rl (stenogramma sintetico) da lr (cerchietto piccolo di r dentro quello grande). A differenza del cerchietti del sistema Cima, sempre rotondi, quelli Stènital si possono deformare per seguire meglio il ductus degli stenogrammi vicini: si avrà un cerchio quasi perfetto o un'ellissi poco schiacciata, fra due segmenti di uguale pendenza e direzione (come in ala), o all'interno di curve; all'estremo opposto, si formerà un «cappio» allungato e schiacciato, fra segmenti di uguale pendenza, ma direzione opposta (come in elfo). Si tratta di una caratteristica favorevole alla scorrevolezza, che, in parte, rimedia alla notevole estensione di tali segni curvi.
Secondo Mòsciaro, l'alfabeto Stènital «è rigorosamente fonetico»: per ogni suono, un segno; per ogni segno, un solo valore; a suoni tra loro simili corrisponderanno segni simili e viceversa; a nessun suono, infine, non corrisponderà alcun segno. Esaminando gli stenogrammi e i suoni corrispondenti, appare chiaro che il fonetismo nella Stènital è predominante –meglio sarebbe dire fonemismo– ma non assoluto. Per esempio, per le sette vocali italiane esistono solo cinque simboli: quelli incurvati, trascritti come à, è, ò, servono per le voci verbali isolate –ha, è, ho– non per il corpo di parola.
La coppia p, b (bilabiali) è molto simile a f, v (labiodentali); i primi due, però, sono occlusivi, mentre gli altri sono costrittivi (comunemente: fricativi). Simile incoerenza si ritrova nella coppia s (costrittivo), z (occlu-costrittivo, o affricato): per giunta, lo stenogramma s vale tanto per /s/ di sole, quanto per il corrispondente fonema sonoro /z/ di rosa; ugualmente, z rappresenta sia /ʦ/ di razza (suddivisione di una specie), sia /ʣ/ di razza (pesce raiforme), ma non è la risultante grafica di t‿s o d‿z.

## A.L.I.
Mòsciaro affronta il problema velocistico generalizzando alcuni principî da cui partì lo stesso Gabelsberger: le parole italiane, come quelle tedesche, sono formate da una radice stabile e da componenti variabili (prefissi e suffissi). Le desinenze di flessione e persino parte del tema si possono tralasciare, in presenza però di almeno una condizione tra le seguenti:
- la radice abbreviata non ha «concorrenti» nel vocabolario: opz può indicare solo opzion-, da cui opzione, opzionare, opzionale e così via, mentre atmo condurrà per forza ad atmosfer-, da cui atmosfera, atmosferico eccetera;
- il contesto e l'ordine della frase chiariscono il ruolo grammaticale dell'abbreviazione: la bel(la) donna ma la bel(lezza) della donna; il fuo(co) ha distrutto la casa ma la squadra gioca fuo(ri) casa.
- i marcatori (articoli, pronomi, preposizioni) determinano la flessione della parola abbreviata: un uo(mo) è arri(vato) ma La sign(ora) ha salu(tato) gli uo(mini).

Diversamente, si aggiungeranno alle radici omografe tanti elementi, quanti ne bastino a risolvere le ambiguità: econ(omia), ecol(ogia), ecog(rafia), ecosi(stema), ecoco(mpatibile); lib(ero), lib`(ertà), liber(are), libera(to), liberticⁱ(ida).
Dai pochi esempi si capisce che non regole fisse presiedono alle abbreviazioni stenitaliane, bensì il «senso della lingua», in diretta proporzione con la cultura dello stenografo e il suo intuito. Mòsciaro chiama questo approccio Abbreviazione Linguistico-Intuitiva o A.L.I..

## Semplicità = facilità?
Il risultato di tale impostazione è un sistema demotico nella forma (basta conoscere i simboli di base), però altamente concettuale nella sostanza, giacché la conquista della velocità non poggia su «trucchi» abbreviativi, ma sul grado di affinamento culturale dello stenografo. Non è lontano dal vero affermare che la Stènital sia semplice e veloce da apprendere, ma difficile da applicare a livelli professionali. Al contrario, sistemi complessi come il Gabelsgerger richiedono sì un lungo periodo di preparazione teorica e l'automatismo di centinaia di abbreviazioni precompilate, ma sono più facili da usare alle alte velocità, una volta assorbite tutte le regole e tutte le eccezioni.